# Serie 9050 de CP
La serie ME 50 fue un tipo de automotor, que estuvo al servicio de la Compañía de los Caminhos de Ferro Portugueses.

## Descripción
En 1941, la Compañía de Caminhos de Ferro del Valle del Vouga, entidad responsable de la explotación de la Línea del Vouga, decide construir más material circulante para transporte de pasajeros, con el fin de aumentar los servicios disponibles. Así, fueron construidas, entre 1941 y 1947, 5 automotores en las Oficinas del Valle del Vouga, en Sernada del Vouga, utilizando motores de camiones Chevrolet.
Estos automotores deprisa ganaron aceptación por parte de los pasajeros, debido su velocidad y comodidad. Se desconoce en qué momento fueron retirados, pero se sabe que también se encontraban en servicio en la década de 1980.

## Ficha técnica

### Informaciones diversas
Servicios: Regionales
Ano de Entrada en servicio: 1941 - 1947
Ancho de Via: 1000 mm
Número de cabinas de conducción: 1
Comando en unidades múltiples: La Serie no permite la formación de unidades múltiples
Largo: 8,72 metros
Número de unidades construidas: 5
Capacidad (pasajeros): 10 en la 1.ª clase; 15 en la 2.ª clase; 5 de pie

### Motor de tracción
Fabricante: Chevrolet
Velocidad Máxima: 89 km/h
 Tipo y número de motores: 1 motor Chevrolet D.C.M. 118 216
Potencia (ruedas): 90 Cv

### Transmisión
Tipo: Cardan de 4 velocidades + marcha atrás

## Lista de unidades
- ME 51: Preservada en el Museo Ferroviario de Macinhata del Vouga, no apta para circular
- ME 52: Retirada del servicio
- ME 53: Preservada en el Museo Ferroviario de Macinhata del Vouga, no apta para circular
- ME 54: Retirada del servicio
- ME 55: Retirada del servicio